# 밥 슐러
로버트 슐러(영어: Robert Schuler, 1943년 6월 15일~2009년 6월 19일)는 오하이오주 주의회에서 의원을 지낸 공화당 오하이오주당 소속의 정치인이었다.

## 생애
슐러는 1970년대 후반 디어파크 시의회 의원으로 처음 정계에 입문하였다.
1988년부터 1992년까지 4년 동안 시카모어 타운십 위원으로 일하였다. 1992년 오하이오 주 하원의원 선거에 처음 출마하였고, 1994년, 1996년, 1998년 재선에 성공하였다. 하지만 임기 제한제도가 시행됨에 따라 2000년 5선을 향한 출마 자격을 갖지 못하여 미셸 G. 슈나이더가 뒤를 잇게 되었다.
이후 오하이오 상원 의원으로서 의회에 복귀하였다. 2006년 재선에도 성공하였다.
상원의원 재임 중 암을 앓았고, 임기가 1년 반 남은 2009년 6월 사망하였다. 나머지 임기는 섀넌 존스 상원 공화당원이 맡았다.

## 역대 선거 결과
| 선거명      | 직책명                         | 대수  | 정당   | 득표율 | 득표수   | 결과 | 당락                 |
| ----------- | ------------------------------ | ----- | ------ | ------ | -------- | ---- | -------------------- |
| 1992년 선거 | 하원의원 (오하이오 제36선거구) | 120대 | 공화당 | 0%     | 표       | 1위  | 오하이오 주의원 당선 |
| 1994년 선거 | 하원의원 (오하이오 제36선거구) | 121대 | 공화당 | 0%     | 표       | 1위  | 오하이오 주의원 당선 |
| 1996년 선거 | 하원의원 (오하이오 제36선거구) | 122대 | 공화당 | 70.02% | 35,948표 | 1위  | 오하이오 주의원 당선 |
| 1998년 선거 | 하원의원 (오하이오 제36선거구) | 123대 | 공화당 | 71.56% | 29,455표 | 1위  | 오하이오 주의원 당선 |
| 2002년 선거 | 상원의원 (오하이오 제7부)      | 125대 | 공화당 | 71.36% | 75,315표 | 1위  | 오하이오 주의원 당선 |
| 2006년 선거 | 상원의원 (오하이오 제7부)      | 127대 | 공화당 | 61.93% | 78,679표 | 1위  | 오하이오 주의원 당선 |